# Olszyna (Wierzbica)
Olszyna – część wsi Wierzbica w Polsce, położona w województwie świętokrzyskim, w pow. pińczowskim, w gminie Kije
W latach 1975–1998 Olszyna administracyjnie należała do województwa kieleckiego.